# Projekcija (optika)
Projekcija (lat. proiectio: bacanje naprijed, pružanje), u filmu, je tehnička strana prikazivanja filma, stavljanje filmske snimke na promatranje gledatelju. Izvodi se s pomoću kinoprojektora kojim se filmska slika projicira na prikladnu površinu – platno (ekran), zid, zaslon. 

## Povijest
Za otkriće prvoga projektora koji je ušao u opću uporabu i uz određene preinake održao se do najnovijega doba najzaslužniji je L. Lumière (naprava le cinématographe). Prva projekcija, s projektorom tipa Bioskop M. Skladanowskoga, koji je ubrzo izašao iz komercijalne uporabe, održala se u Berlinu 1. studenog 1895., a prva projekcija s aparaturom L. Lumièrea, ujedno prva s plaćenim ulaznicama, održana je u Parizu 28. prosinca 1895. Prva projekcija u Hrvatskoj održana je u Zagrebu 8. listopada 1896. 

## Kinoprojektor
Mehanički dijelovi projektora, hvataljka ili danas malteški križ uz rotirajući zaslon (sektor), omogućuju da gledatelj pri projekciji doživi učinak prividna kretanja i stalne osvijetljenosti ekrana (postojanost ili perzistencija vida). Projekcija se radi jasnoće slike održava uz odgovarajuće zamračenje, najčešće u specijaliziranim kino dvoranama (kinematografima), ali i, osobito prije širenja filma, u dvoranama prilagođenima za projekciju. Noću se projekcije mogu održavati i u otvorenim prostorima. Film se u kinematografima projicira iz posebne prostorije, projekcijske kabine, a osoba koja izvodi projekciju naziva se kinooperater. Pri projekciji je nužno osigurati oštru i dostatno svijetlu sliku, film prikazivati u odgovarajućem formatu, omjeru snimljene slike, i uz odgovarajuću zvučnu reprodukciju.

### Način rada kinoprojektora
Uzmimo komadić drva koji tinja i zavrtimo ga u tamnoj sobi. Ako ga vrtimo brže, činit će nam se kao da je cijela kružnica po kojoj se vrti svijetla. To će biti onda kad jedan okret po kružnici traje 1/8 sekunde. Znači da osjet u oku traje 1/8 sekunde pošto je nestao podražaj. Prestane li na oko djelovati podražaj svjetlosti, neće u isti mah nestati i osjet svjetlosti nego će trajati još neko vrijeme. Utisak slike u oku traje po prilici 1/8 sekunde nakon što je podražaj nestao. Na pojavi da osjet svjetlosti u oku traje dulje vremena od podražaja osniva se kinoprojektor. 
Prvi aparat za prikazivanje filmova i to uglavnom na istoj osnovi kakav je i danas u upotrebi izumio je Francuz Louis Lumiere 1894. Na filmu je snimljena radnja, odnosno gibanje na mnogo sličica koje se jedna od druge razlikuju samo za neki dio kretnje. Projiciranje na platnu vrši se brzinom od 24 slike u sekundi, pa se zbog toga utisci stapaju u neprekinutu cjelinu, i mi na primjer vidimo kako čovjek hoda. 
Kinoprojektor je projekcioni aparat kod kojeg se slike, snimljene na filmsku vrpcu, projiciraju na zaslon. Vrpcu pokreću zupčanici koji hvataju u izreze perforacije koja se nalazi s obje strane vrpce, a kreće se između uređaja za rasvjetu i objektiva projektora. Filmska se vrpca povlači posebnim mehanizmom, koji se zove malteški križ, i to na prekide tako da se svaka slika određeno vrijeme, iako vrlo kratko, projicira na zaslon (platno).
Kada se slika mijenja, to jest kada dolazi iduća, zaslon nije osvijetljen jer je svjetlosni tok zaklonjen rotirajućim zaslonom. Zbog velike brzine to se ne opaža, već nam se čini da jedna slika ide neprekidno za drugom. 
Snimi li se neka pojava, na primjer 500 puta u sekundi, i projicira li se brzinom od 20 slika u sekundi, bit će brzina projiciranja 20 : 500 = 1/25 normalne brzine. Zbog toga će se snimljena pojava razvijati na zastoru sasvim polagano tako da ćemo tu pojavu moći promatrati u detalje. Tako se na primjer skok konja može vidjeti sasvim polagano. Na taj j enačin filmskim putem na zastoru omogućuje da se brze pojave potpuno uspore. Filmskim putem možemo postići i obratno, spore pojave ubrzati na zastoru, kao na primjer rast biljke.

## Ostale projekcije
Osim filmskih projekcija, od kraja 20. stoljeća često se izvode i videoprojekcije kojima se reproducira elektronički zapis. Uz kinoprojekcije, postoje i nekada češće korištene projekcijske tehnike koje se koriste radi ostvarivanja posebnih (specijalnih) učinaka. Prednja projekcija najčešće se koristi u postupku snimanja glumaca u studiju dok se istodobno na prednju stranu platna koje se nalazi iza njih projicira prije snimljena pozadina scene. Stražnja projekcija je trik-postupak projiciranja prije snimljenoga prostora sa stražnje strane prozirnoga ekrana ispred kojega se istodobno snimaju glumci koji tako zapravo oponašaju (simuliraju) nastup u tom prije snimljenom prostoru.